# Charles Castellani
Charles Jules Castellani-Leonzi (Brussel, 26 mei 1838 – Bois-le-Roi, 1 december 1913) was een Frans schilder, auteur en toneelschrijver. 

## Levensloop
Hij was de zoon van een Italiaanse vader en een Franse moeder. Enkele dagen na zijn geboorte verhuisden ze naar Parijs, waar zijn moeder hem alleen opvoedde. Hij kreeg schilderlessen van zijn meester Adolphe Yvon. Bij het uitbreken van de Frans-Pruisische Oorlog nam hij, ondanks zijn Belgische nationaliteit, dienst in een regiment onder schrijver-officier Louis Noir. Hij raakte gewond en gevangen, waarna hij zich in 1871 in Bois-le-Roi voegde bij zijn voormalige commandant. De revolutionaire ervaring maakte een diepe indruk op hem. In 1874 liet hij zich tot Fransman naturaliseren. Gedurende een twintigtal jaar legde hij zich toe op een schildercarrière.
Op 56-jarige leeftijd werd Castellani gevraagd om als illustrator mee te gaan met de koloniale Afrika-expeditie van Marchand. Het avontuur beviel hem geweldig en luidde een nieuwe fase in zijn leven in. Hij ondernam verschillende reizen in Afrika en maakte er rijk geïllustreerde verslagen van (met eigen foto's, tekeningen en schilderijen). Op het einde van zijn leven werd hij nog toneelschrijver, met als bekendste stuk de tragedie Vercingetorix.

## Schilderwerk
Castellani was gespecialiseerd in panoramaschilderijen en beheerste het perspectief tot in de details. In de jaren 1880 maakte hij verschillende doeken voor de Brusselse Rotonde Castellani, een gebouw van 120 meter in omtrek dat was opgericht door de société anonyme du panorama national voor het ophangen van reusachtige panorama's. Zijn Slag bij Waterloo, een enorme publiekstrekker, hing er van 1881 tot 1884. Het verloren gegane doek is niet te verwarren met het panorama over hetzelfde thema dat nog in Waterloo te bezichtigen is (Louis Dumoulin, 1911).
Terug in Frankrijk bleef Castellani schilderen op groot formaat, onder meer de Dood van prins Louis-Ferdinand van Pruisen.
In 1889 kreeg hij een nieuw panoramaproject. Op het originele thema van Le Tout-Paris toonde hij bekende personaliteiten die op en rond de Place de l'Opéra flaneren en converseren. Omdat ook de controversiële generaal Boulanger figureerde op het doek, liet binnenlandminister Ernest Constans weten dat het niet zou mogen worden getoond. Castellani verwijderde daarop Boulanger, maar nam wraak door een Stilleven te schilderen waarop hij de pots-de-vin afbeeldde van de corrupte minister in functie.
Een ander reuzedoek van Castellani was het Panorama van de expeditie-Marchand voor de wereldtentoonstelling van 1900.
De opkomst van de cinema maakte een einde aan het succes van de panoramabedrijven. Castellani moest machteloos toezien hoe ze zijn werk verknipten ten bate van schuldeisers en aandeelhouders. Het dreef hem tot kostelijke processen.
Ondanks zijn schrijverschap bleef hij tot op hoge leeftijd schilderen. In Bois-le-Roi decoreerde hij zijn woning (Villa Marchand) en de kerk met muurschilderingen. Tijdens dat laatste project liep hij een longontsteking op waaraan hij overleed.

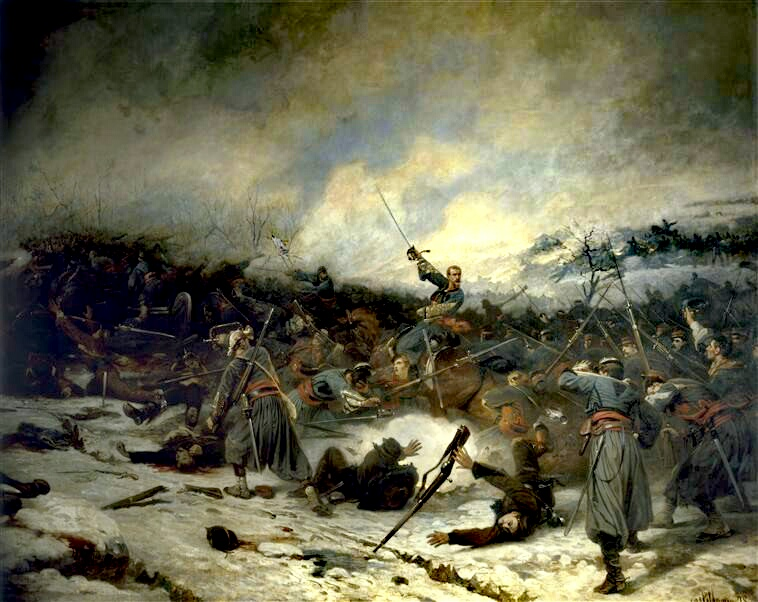
De slag bij Loigny, een romantisch doek van 5 x 3 m geschilderd in 1879 (Musée de l'Armée, Parijs).
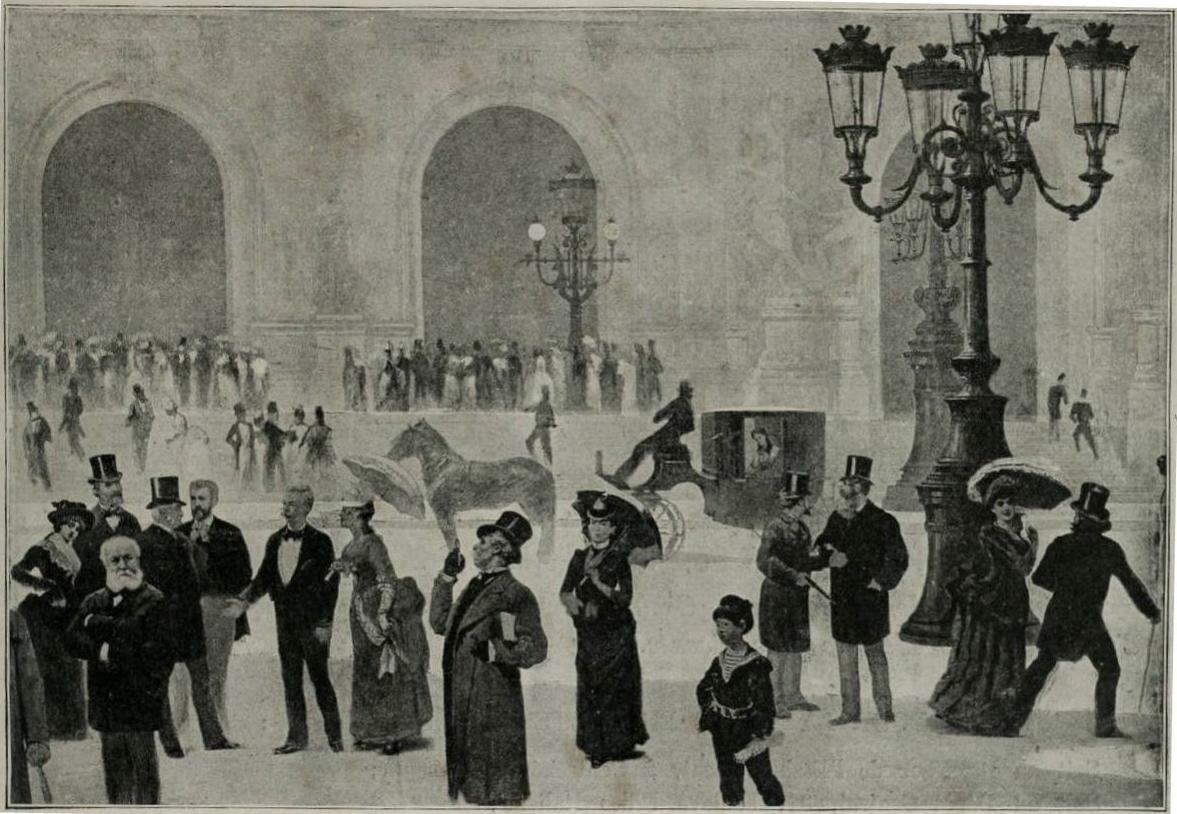
Foto van een deel van het panorama Le Tout-Paris, gemaakt voor de Wereldtentoonstelling van 1889. Tussen alle vedetten heeft Charles Castellani ook zichzelf afgebeeld (de man met de stok onder de koets) in gesprek met Adolphe Yvon.

## Publicaties
- Vers le Nil français avec la mission Marchand, Flammarion, 1898
- Les femmes au Congo, Flammarion, 1898
- Confidences d'un panoramiste. Aventures et souvenirs, Maurice Dreyfous et M. D'Alsace, 1899
- Marchand l'africain, Flammarion, 1902
- Pour rester jeune, Flammarion, 1912

- Biblioteca Nacional de España: XX1218924
- Bibliothèque nationale de France: cb14971320d (data)
- Gemeinsame Normdatei: 1249589347
- International Standard Name Identifier: 0000 0000 6648 6331
- Nederlandse Thesaurus van Auteursnamen: 074391208
- RKD-Nederlands Instituut voor Kunstgeschiedenis: 15839
- Système universitaire de documentation: 146325176
- Union List of Artist Names: 500108927
- Virtual International Authority File: 14883876
- WorldCat: E39PBJmTkMHCg33qDXwQtqDjG3